# Tempus edax rerum
Tempus edax rerum é um termo em latim que, traduzido literalmente, significa "o tempo que devora tudo" e, figurativamente, veicula a ideia de que nada resiste aos efeitos destruidores da passagem do tempo.
O termo é de autoria de Ovídio, que por esta expressão, destaca o passar inexorável do tempo, independentemente dos acontecimentos humanos.